# 章世仁
章世仁（1515年—？），字元卿，號桂峰，直隸池州府青陽縣人，民籍，明朝政治人物。

## 生平
嘉靖十六年（1537年）丁酉科應天府鄉試第一百二十八名舉人。嘉靖二十六年（1547年）中式丁未科會試第七十五名，登第二甲第十五名進士。通政司觀政，授開州知州，改应天府教授，升国子监博士、刑部主事、员外郎、郎中，出为河南佥事、右参议，调广东。

## 家族
曾祖章叔泰；祖父章校；父章時文，母王氏。重庆下。兄章世隆，贡士；章世昭，贡士。弟世俅、世作、世仰、世仕、世修。